# Енисала (Тулћа)
Енисала (рум. Enisala) насеље је у Румунији у округу Тулћа у општини Сарикиој. Oпштина се налази на надморској висини од 19 m.

## Становништво
Према подацима из 2002. године у насељу је живело 1079 становника, од којих су сви румунске националности.